# Les Salelles (Ardèche)
Pour les articles homonymes, voir Les Salelles.
Les Salelles sont une commune française, située dans le département de l'Ardèche en région Auvergne-Rhône-Alpes.
Les habitants sont appelés les Salellois et les Salelloises.

## Géographie

### Situation et description
La commune des Salelles se situe sur les contreforts de la Cévenne ardéchoise. Le site, entouré de vallées et montagnes traversées par des chemins de randonnées bien entretenus, attire de nombreux touristes et promeneurs toute l'année.
Le Chassezac, rivière qui traverse la commune, est un lieu de pêche pour certains, un lieu de baignade pour d'autres. Ses eaux, qui peuvent monter très vite lors d'épisodes cévenols et en hiver, sont pures et permettent ces loisirs en toute liberté.

### Climat
Pour des articles plus généraux, voir Climat d'Auvergne-Rhône-Alpes et Climat de l'Ardèche.
En 2010, le climat de la commune est de type climat méditerranéen franc, selon une étude du CNRS s'appuyant sur une série de données couvrant la période 1971-2000. En 2020, Météo-France publie une typologie des climats de la France métropolitaine dans laquelle la commune est exposée à un climat de montagne ou de marges de montagne et est dans une zone de transition entre les régions climatiques « Provence, Languedoc-Roussillon » et « Sud-est du Massif Central ».
Pour la période 1971-2000, la température annuelle moyenne est de 12,6 °C, avec une amplitude thermique annuelle de 17,3 °C. Le cumul annuel moyen de précipitations est de 1 307 mm, avec 7,8 jours de précipitations en janvier et 4,4 jours en juillet. Pour la période 1991-2020, la température moyenne annuelle observée sur la station météorologique de Météo-France la plus proche, « Les Vans-Sa », sur la commune des Vans à 4 km à vol d'oiseau, est de 13,9 °C et le cumul annuel moyen de précipitations est de 1 251,0 mm,. Pour l'avenir, les paramètres climatiques de la commune estimés pour 2050 selon différents scénarios d'émission de gaz à effet de serre sont consultables sur un site dédié publié par Météo-France en novembre 2022.

### Hydrographie
Le territoire communal est arrosé par le Chassezac, principal affluent de l'Ardèche, d'une longueur de 84,6 kilomètres et qui lui apporte ses eaux en rive droite.

## Urbanisme

### Typologie
Au 1er janvier 2024, Les Salelles sont catégorisées commune rurale à habitat dispersé, selon la nouvelle grille communale de densité à 7 niveaux définie par l'Insee en 2022.
Elle est située hors unité urbaine et hors attraction des villes,.

### Occupation des sols
L'occupation des sols de la commune, telle qu'elle ressort de la base de données européenne d’occupation biophysique des sols Corine Land Cover (CLC), est marquée par l'importance des forêts et milieux semi-naturels (63,3 % en 2018), en augmentation par rapport à 1990 (58,5 %). La répartition détaillée en 2018 est la suivante : 
forêts (63,3 %), zones agricoles hétérogènes (36,7 %).
L'évolution de l’occupation des sols de la commune et de ses infrastructures peut être observée sur les différentes représentations cartographiques du territoire : la carte de Cassini (XVIIIe siècle), la carte d'état-major (1820-1866) et les cartes ou photos aériennes de l'IGN pour la période actuelle (1950 à aujourd'hui).

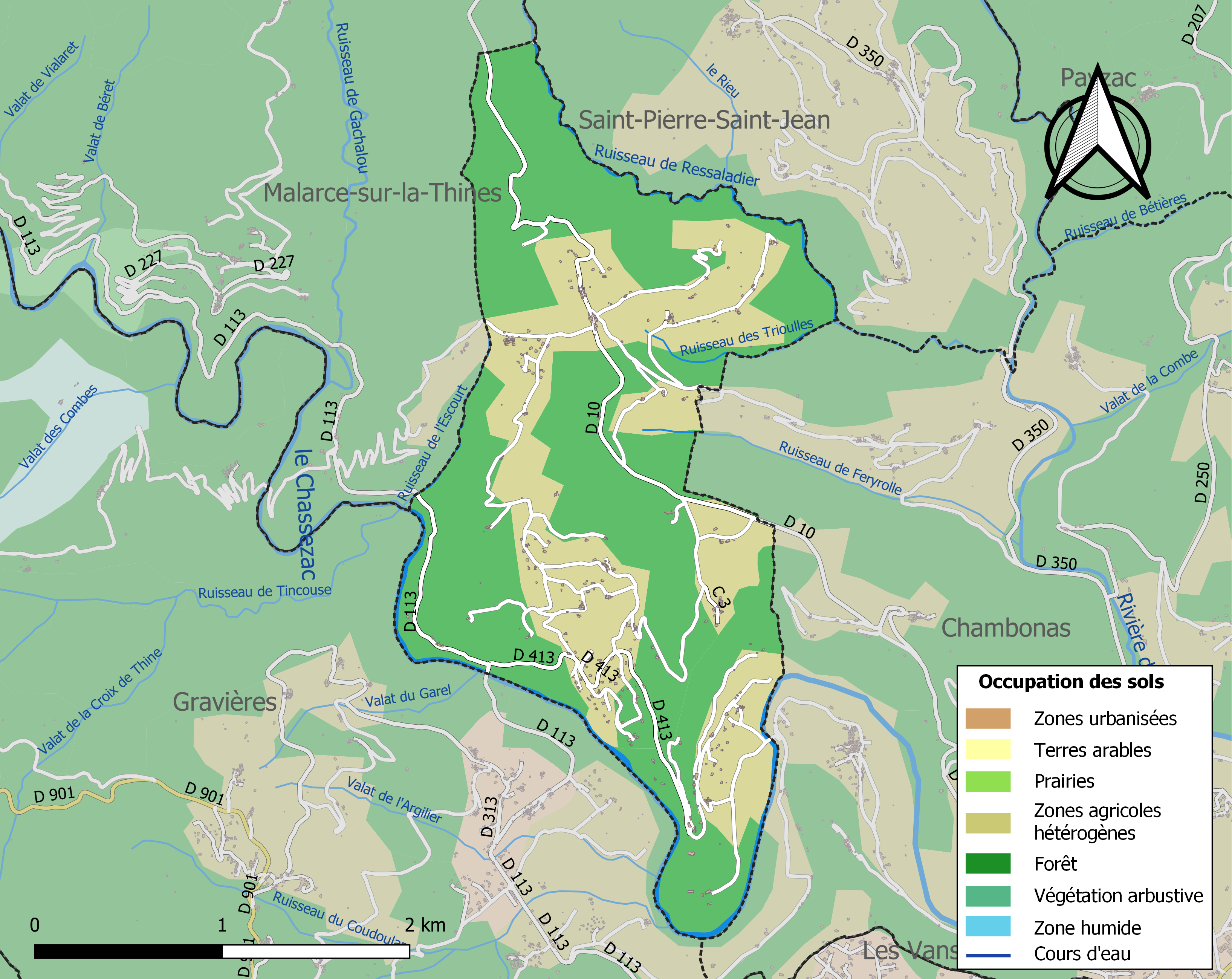
Carte des infrastructures et de l'occupation des sols de la commune en 2018 (CLC).

### Lieux-dits, hameaux et écarts
La commune a la particularité de ne pas avoir de centre, elle est essentiellement composée de différents hameaux, comme Seyras, Montachard, l'Église, les Champels, La Pontière, Bas-Montachard, la Brugère, Luminière, le Vivier et le Rieu.

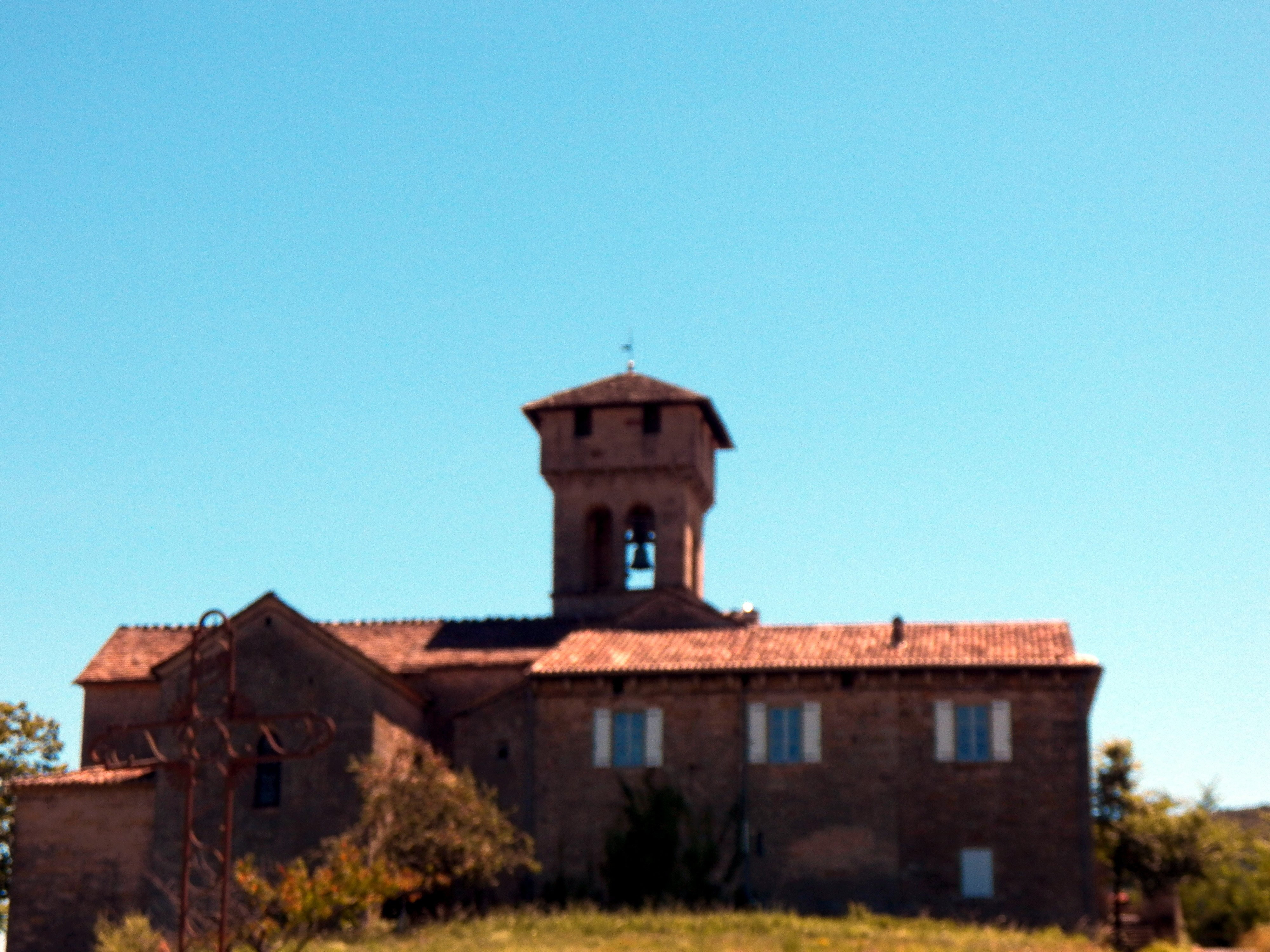
L'église des Salelles

## Histoire
Les guerres de religion , la Révolution et la séparation de l'Église et de l'état marquérent la paroisse.
Le clocher dte du XXème siècle.
Ce village à vocation rurale, fut anciennement doté de nombreux élevages de vers à soie (magnaneries), puis à compter du XXe siècle, la commune, situé dans les Cévennes ardéchoises s’est tournée vers le tourisme.

## Politique et administration

### Liste des maires
| Période                                  | Période                         | Identité             | Étiquette | Qualité                                                                |
| ---------------------------------------- | ------------------------------- | -------------------- | --------- | ---------------------------------------------------------------------- |
| Les données manquantes sont à compléter. |                                 |                      |           |                                                                        |
| mars 2001                                | 14 juillet 2019 (décès)         | Alain Faucuit        | PCF       | Employé en pharmacie Conseiller général du canton des Vans (1979-1985) |
| septembre 2019                           | En cours (au 23 septembre 2019) | Georgette Deschanels |           | Retraitée de l'enseignement                                            |

## Population et société

### Démographie
L'évolution du nombre d'habitants est connue à travers les recensements de la population effectués dans la commune depuis 1793. Pour les communes de moins de 10 000 habitants, une enquête de recensement portant sur toute la population est réalisée tous les cinq ans, les populations de référence des années intermédiaires étant quant à elles estimées par interpolation ou extrapolation. Pour la commune, le premier recensement exhaustif entrant dans le cadre du nouveau dispositif a été réalisé en 2006.

En 2022, la commune comptait 406 habitants, en évolution de +11,85 % par rapport à 2016 (Ardèche : +2,48 %, France hors Mayotte : +2,11 %).
| 1793 | 1800 | 1806 | 1821 | 1831 | 1836 | 1841 | 1846 | 1851 |
| ---- | ---- | ---- | ---- | ---- | ---- | ---- | ---- | ---- |
| 472  | 461  | 507  | 541  | 582  | 577  | 560  | 567  | 564  |

| 1856 | 1861 | 1866 | 1872 | 1876 | 1881 | 1886 | 1891 | 1896 |
| ---- | ---- | ---- | ---- | ---- | ---- | ---- | ---- | ---- |
| 536  | 500  | 465  | 437  | 451  | 452  | 463  | 444  | 448  |

| 1901 | 1906 | 1911 | 1921 | 1926 | 1931 | 1936 | 1946 | 1954 |
| ---- | ---- | ---- | ---- | ---- | ---- | ---- | ---- | ---- |
| 388  | 369  | 350  | 342  | 346  | 326  | 305  | 235  | 221  |

| 1962 | 1968 | 1975 | 1982 | 1990 | 1999 | 2006 | 2011 | 2016 |
| ---- | ---- | ---- | ---- | ---- | ---- | ---- | ---- | ---- |
| 209  | 192  | 186  | 181  | 173  | 210  | 287  | 331  | 363  |

| 2021 | 2022 | - | - | - | - | - | - | - |
| ---- | ---- | - | - | - | - | - | - | - |
| 395  | 406  | - | - | - | - | - | - | - |

### Enseignement
La commune est rattachée à l'académie de Grenoble.

### Médias
La commune est située dans la zone de distribution de trois organes de la presse écrite :
- L'Hebdo de l'Ardèche

Il s'agit d'un journal hebdomadaire français basé à Valence et couvrant l'actualité de tout le département de l'Ardèche.
- Le Dauphiné libéré

Il s'agit d'un journal quotidien de la presse écrite française régionale distribué dans la plupart des départements de l'ancienne région Rhône-Alpes, notamment l'Ardèche. La commune est située dans la zone d'édition d'Aubenas-Privas-Vallée du Rhône.
- La Viste : le magazine du pays de Vans, présenté comme un instrument de culture patrimoniale paraissant deux fois par an[18].

Ici Drôme Ardèche est la radio publique locale couvrant le territoire de la commune et de l’ensemble du département.

### Cultes
L'église (propriété de la commune) et la communauté catholique des Salelles sont rattachées à la paroisse Saints Pierre et Paul de Païolive, elle-même rattachée au diocèse de Viviers.

## Culture locale et patrimoine

### Patrimoine religieux
- L’église Saint-Sauveur des Salelles (XVe siècle), classée aux Monuments Historiques, seule église gothique du canton des Vans est omniprésente. Posée sur un mont, on peut la voir et l’admirer sous tous ses angles.

### Lieux et monuments
- Coin de baignade du Nassier
- Centrale hydroélectrique EDF, (production annuelle : 34 millions de kWh) alimentée par les eaux du barrage de Malarce-sur-la-Thines après une conduite forcée d'une dizaine de kilomètres.

### Héraldique
|  | Les Salelles (Ardèche) possède des armoiries dont l'origine et le blasonnement exact ne sont pas disponibles. |